# ГЕС Вілсон
ГЕС Вілсон (англ. Wilson Dam) – гідроелектростанція у штаті Алабама (Сполучені Штати Америки). Знаходячись між ГЕС Wheeler (вище по течії) та ГЕС Піквік, входить до складу каскаду на річці Теннессі, яка дренує Велику долину у Південних Аппалачах та після повороту на північний захід впадає ліворуч до Огайо, котра в свою чергу є лівою притокою Міссісіпі (басейн Мексиканської затоки). 
В межах проекту річку перекрили бетонною гравітаційною греблею висотою 42 метри та довжиною 1384 метри, яка потребувала 2818 тис м3 бетону. Вона утримує витягнуте по долині річки на 26 км водосховище з площею поверхні 64,5 км2 та об’ємом 790 млн м3, з яких 62 млн м3 можуть використовуватись для протиповеневих заходів. 
Спорудження гідрокомплексу почалось в 1918 році з метою забезпечення електроенергією двох порохових заводів, закладених через вступ країни до Першої Світової війни. При введенні у експлуатацію в 1925-му інтегрований у греблю машинний зал обладнали вісьмома гідроагрегатами з турбінами типу Френсіс потужністю по 23 МВт, до яких в 1942-1943 і 1949-1950 роках додали ще по п’ять з одиничним показником у 25,2 МВт. Завершили цей процес останньою чергою із трьох гідроагрегатів потужністю по 54 МВт, запущеною в 1961-1962. Наразі після проведених модернізацій загальна потужність станції досягла 663 МВт. 
Для проходження суден призначені три шлюзи. Головний має розміри камери 183х34 метри та забезпечує весь необхідний підйом/спуск на 30 метрів. Два інші з розмірами камер 91х18 метрів працюють послідовно.